# السادلیه
السادلیه (به عربی: السادلیة) یک منطقهٔ مسکونی در عربستان سعودی است که در استان جازان واقع شده‌است.